# Урмия (езеро)
Урмия или Резайе (на персийски: دریاچه ارومیه Daryâcheh-ye Orumiyeh; на азербайджански: Urmiya gölü; на кюрдски: Gola Urmiyê; на арменски: Ուրմիա լիճ) е безотточно солено езеро в Северозападен Иран, на териториите на провинциите Източен и Западен Азербайджан, на 1275 m н.в. Разполжено е в централната част на Арменската планинска земя между хребетите Кюрдистански на запад, Мишудаг на север, Куртак на юг, Шахберди на югоизток и вулканичния масив Сехенд на изток. Площта му е около 5200 km2, дължината – 140 km, широчината – около 40 – 55 km, дълбочината – от 5 до 16 m. Солеността му е 8 – 11% през пролетта и 26 – 28% през есента. Покрай източните и южните му брегове са развити солончаци. Подходящо е за корабоплаване.
В езерото са разположени 102 острова. В миналото, най-голям от тях е Шахи, но в днешно време той се е превърнал в полуостров на източния бряг на езерото. Сега най-големите са Коюн, Ешек, Еспир, Ерзу и др. разположени предимно в южната му част.
Към 2015 г. езерото е намалило водната си площ с 10% от предишния си размер, поради продължителното засушаване в Иран, но и заради построяването на бентове по вливащите се в него реки и източването на подземни води от водосборния му басейн. Към 2019 г. езерото отново се запълва. Площта на водосборният му басейн е около 50 000 km², като най-голямата река вливаща се него от юг е Джагату.

## История
Регионът на езерото изобилства с археологически обекти, датиращи от неолита. Разкопките на селища около него се натъкват на предмети, датиращи от седмото хилядолетие пр.н.е.
Едни от първите писмени сведения за езерото се появяват през 9 век в Асирия. Езерото се озовава в центъра на държавата Мана, която по-късно е покорена от иранските народи. През 1604 г. при езерото се води битка в хода на Персийско-османската война (1603 – 1618). През последните пет века областта около езерото се обитава главно от азербайджанци, иранци, асирийци и арменци.
През 1926 г. езерото Урмия е преименувано на Резайе в чест на шаха Реза Шах Пахлави. През 1970 г. е върнато старото име на езерото. През 2008 г. езерото е разделено на две части от язовир, по който минава магистралата, свързваща провинциите Източен и Западен Азербайджан. Това значително затруднява циркулацията на водата в езерото и влия зле на екологията му.

## Съвременно състояние
Понастоящем езерото се намира на границата на изчезване. Вследствие на продължителното засушаване, започнало през 1998 г., прекомерното потребление от жителите на околните градове и села на вода от езерото, а също вследствие на строителството на язовирни стени по захранващите езерото реки, площта на Урмия се е намалила повече от два пъти или, ако се сравни с 1995 г., то е станало по-плитко с повече от 70%. По думите на Джавад Джахангирзаде, представител на администрацията на град Урмия, в случай на пълно пресъхване на езерото, на мястото му ще останат 10 млрд. тона сол, и около 14 млн. души ще са принудени да напуснат родния си край. Всяка година от езерото се изпаряват около 3 млрд. m³ вода. Според състоянието през 2014 г. експерти прогнозират, че в случай на бездействие само след четири години Урмия ще се превърне в блато.
Разработени са много различни планове за спасяване на езерото. Иранското правителство смята да финансира не само проекти по транспортиране на вода в езерото от други източници, но и други начини за възстановяване нивото на водата в езерото. Така, през юли 2014 г. президентът на Иран Хасан Рухани взема решение да отдели около 14 трилиона риала (над 500 млн. долара) за финансиране на първата година от дейността по подобряване ефективността на разхода на вода от езерото, като се планира да се съкрати обемът на водата, използвана в селското стопанство, а също и за възстановяване на околната среда.